# Turboprop
Turboprop är ett samlingsnamn för propellerdrivna flygplan som har det gemensamt att propellern drivs av en gasturbin, en så kallad turbopropmotor. Primärt drivs propellern av gasturbinen, men beroende på konstruktion kan drivkraft även fås från de utströmmande avgaserna från gasturbinen 
Turbopropflygplan för passagerartrafik används oftast på kortdistansflygningar, och vissa flyger med turboprop på medeldistans.
Kända tillverkare, modeller och svenska flygbolag som använder flygplanen:
- Beechcraft King Air 200 är ett av de vanligaste tvåmotoriga turbopropflygplanen i världen.
- Bombardier har köpt upp De Havilland Canada som konstruerat turbopropplanen Dash 8 Q100, Q200 och Q300. Dash 8-Q400 är däremot en konstruktion enbart gjord av Bombardier.
- Fokker har tillverkat Fokker 50 som flögs av bland annat Skyways och Amapola.
- British Aerospace (BAe) har tillverkat Jetstream 31, Jetstream 32EP, Jetstream 41, BAe ATP m. fl. Jetstream 31 flygs av det svenska flygbolaget Direktflyg. BAe ATP flygs av de svenska flygbolagen West Air Sweden och Nextjet.
- Saab AB har tillverkat Saab 2000 & Saab 340 som bland annat flygs av Golden Air och Skyways (Saab 340 till 2005, Saab 2000 fr.o.m 2007).